# Anomiopus howdeni
Anomiopus howdeni е вид насекомо от семейство Листороги бръмбари (Scarabaeidae).

## Разпространение
Видът е разпространен в Бразилия (Амазонас, Пара и Рио де Жанейро) и Френска Гвиана.